# 三幸 (新潟県)
三幸（さんこう）は新潟県北蒲原郡聖籠町にある、漬物製造業の会社である。

## 会社概要
- 社名・株式会社三幸
- 代表取締役社長・佐藤 克成
- 創業・1937年
- 設立・1952年
- 資本金・9億1000円
- 事業・漬物、珍味、惣菜の製造販売
- 従業員・260名

本社・工場
- 新潟県北蒲原郡聖籠町位守町160-24

寺山工場
- 新潟県新潟市東区寺山3-3-1

営業所
- 新潟営業所（本社内）、東京営業所、札幌営業所、仙台営業所、名古屋営業所、岡山営業所、大阪営業所、福岡営業所

## 主な製品
- 野沢菜わさび（野沢菜のわさび漬け）
- 数の子わさび（数の子の山海漬）
- サーモン塩辛（サケの塩麹漬）
- 赤しば一本（キュウリの柴漬）
- 高菜油いため（高菜の炒め物）
- 黄金ままかり（サッパ（ママカリ）の甘酢漬け）
- カナダほっき貝入サラダ（海鮮サラダのマヨネーズ和え）

## 関連会社
- 三幸製菓　三幸製菓の創業者は三幸の経営者一族の出だが、両社の間に資本関係はない。三幸製菓の製造会社に「株式会社三幸」があったが（2021年に三幸製菓と合併）、この会社と当社は別の会社であり、この会社とも関係はない。